# Concezione del tempo

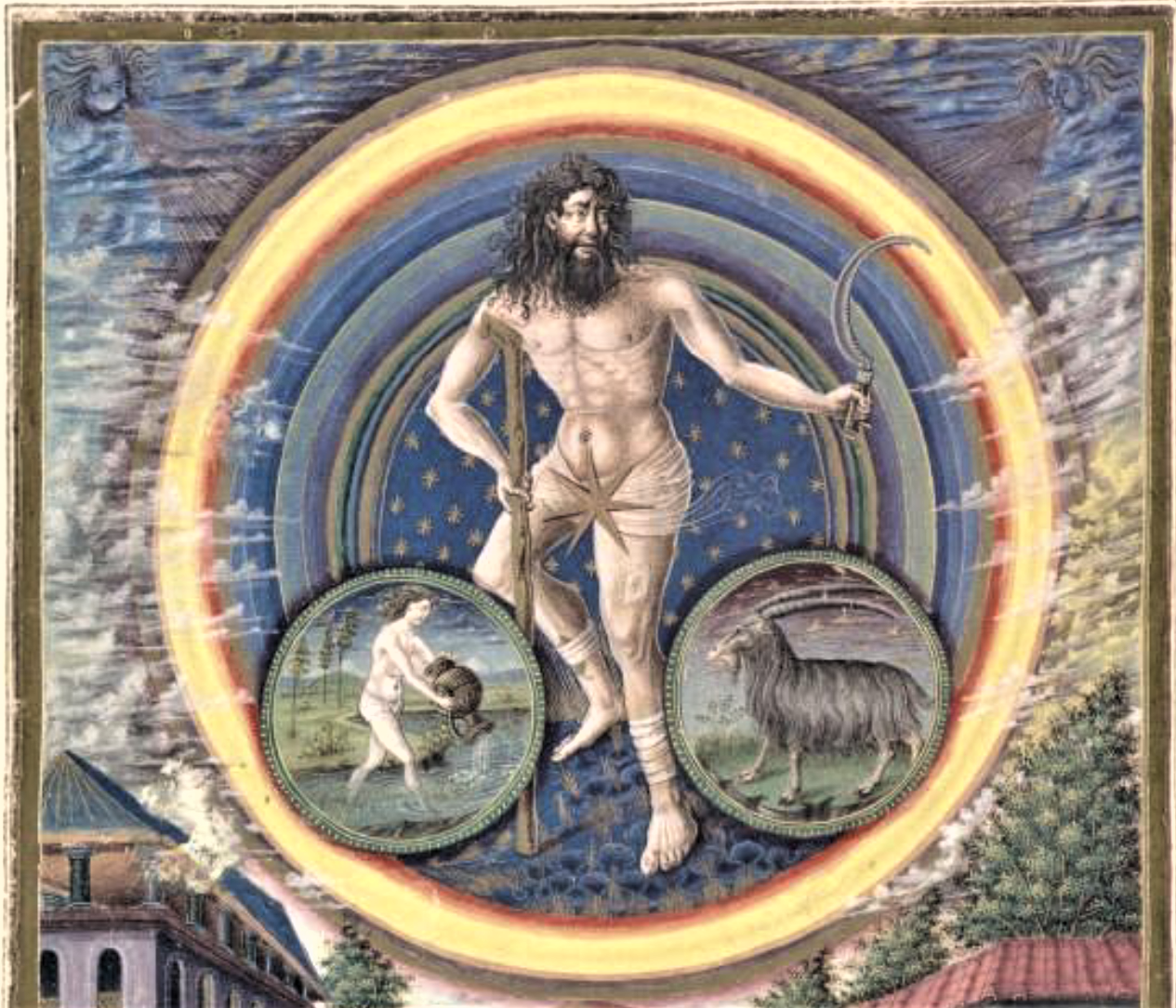
Saturno, signore del Tempo (dettaglio dal trattato De Sphaera).

La concezione filosofica del tempo, così come dello spazio, oltre a fornire un modello interpretativo dei fenomeni studiati dalla fisica e dalla scienza, si carica di significati spirituali, religiosi e psicologici, a seconda del contesto storico e culturale.

## Quantità e qualità del tempo
Sul piano filosofico, si possono rilevare due modi diversi di considerare il tempo: nell'antica Grecia si distingueva il suo aspetto quantitativo, inteso come misurazione matematica, denominato chrònos, dal tempo qualitativo o kairós, associato cioè ad un determinato valore o archetipo.
(Thorwald Dethlefsen, Il Destino come scelta, pp. 76-77, trad. it., Mediterranee, 1984)

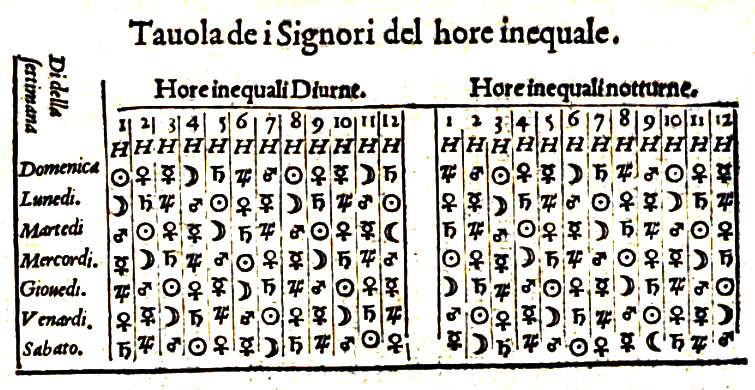
Tavola delle «ore ineguali» o «planetarie» di Egnazio Danti, che associa ogni giorno della settimana al rispettivo pianeta.

Questa concezione qualitativa consentiva una comprensione del tempo basata sul principio di analogia, cioè sulla somiglianza analogica tra un determinato periodo di tempo ed un modello di riferimento, grazie al quale poterlo interpretare. La capacità di associare il tempo ad una precisa qualità, su cui si fondavano antiche scienze sapienziali come l'astrologia, la magia, la medicina, era attribuita soprattutto ai sapienti e ai sacerdoti, ritenuti in grado di leggere i segni dei tempi. Essi si basavano ad esempio sull'esame delle viscere animali, sul volo degli uccelli, o sulla posizione dei pianeti in un dato momento: associando le informazioni ottenute ai principi corrispondenti, si ricavava l'oroscopo, che significa propriamente «guardare nell'ora». Un'eredità di questa attribuzione analogica la si può ritrovare nell'odierna denominazione dei giorni della settimana, ognuno dei quali era associato, in base alla sua specifica qualità temporale, a un diverso pianeta: il principio della Luna, ad esempio, espressione del lato materno e inconscio della realtà, al lunedì, quello di Marte col suo spirito guerriero al martedì, e via dicendo.
Poiché la corrispondenza astrologica tra macrocosmo e microcosmo valeva anche sul piano temporale, ogni istante poteva contenere e riassumere in sé l'eternità intera; soprattutto il momento iniziale di un accadimento era considerato il più importante, come un seme contenente in sé l'intera pianta. Da qui la consapevolezza di dover cominciare un'attività nel momento opportuno (kairos), ossia corrispondente alla qualità del risultato che si desiderava ottenere, come una vittoria militare, la buona riuscita di un matrimonio, il successo di un'impresa economica. L'abitudine di consultare gli astri prima di iniziare un'attività divenne prevalente soprattutto nel Rinascimento.

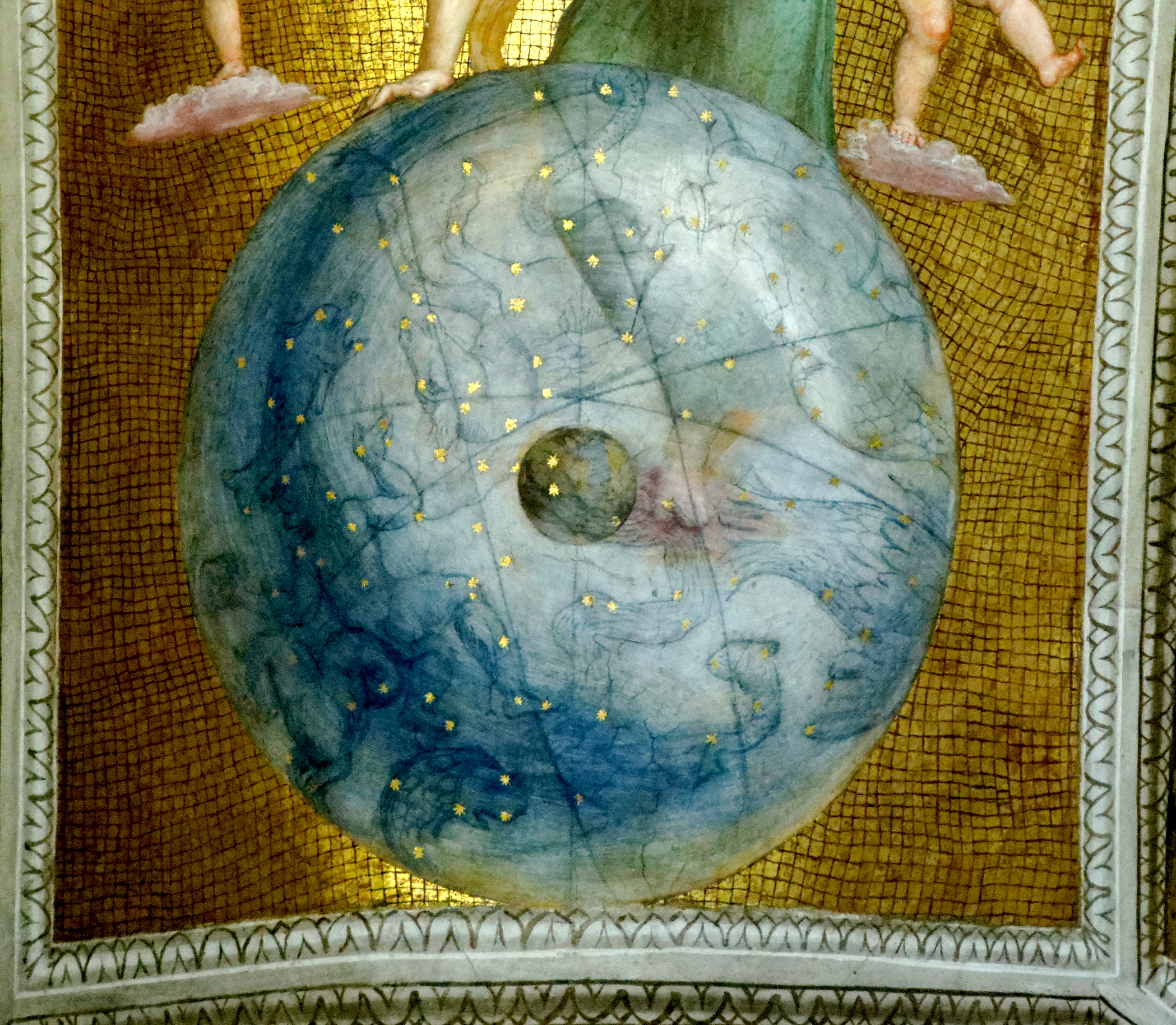
Affresco di Raffaello nelle Stanze Vaticane, che rappresenta l'oroscopo di Giulio II al momento della sua elezione al soglio pontificio, ovvero il «tempo qualitativo» di questo avvenimento, tradotto in forme simboliche e mitologiche.

Un corrispettivo odierno del termine kairos, utilizzato nell'ambito della psicologia analitica, è quello di sincronicità, con cui Jung designava la reciproca influenza o interazione tra due eventi, che non è da intendere in senso causale, né come un agire materialmente dell'uno sull'altro, ma è dovuta al fatto che entrambi hanno avuto origine da uno stesso contesto, o sono stati sintonizzati su una stessa lunghezza d'onda.
Per spiegare i fenomeni di risonanza o di vibrazione all'unisono, Rupert Sheldrake ha formulato la teoria del «campo morfico», ossia di uno spazio e di un tempo dotati di una specifica frequenza vibratoria, in grado di influenzare gli esseri viventi determinandone la forma e il comportamento, in una maniera non riconducibile ad un mero meccanicismo. Analoghe interpretazioni sono state proposte riguardo al paradosso della fisica quantistica noto come entanglement.
Mentre il tempo qualitativo risulta dunque legato all'esperienza, nel tentativo di comprenderla e interpretarla, quello quantitativo risponde invece alla necessità di ottimizzare il tempo a disposizione, e dipende generalmente dall'organizzazione economica: astratto e frazionabile, viene visto come un'entità lineare e misurabile, mentre quello qualitativo, essendo basato su modelli perenni ed atemporali, tendenti a riproporsi nel corso della storia, è proprio di una visione ciclica. Quest'ultima tuttavia, combinandosi con una prospettiva retta e progressiva della storia, può dare luogo a una spirale.
Il tempo può quindi essere concepito secondo tre modelli: ciclico, lineare, a spirale.

## La concezione del tempo ciclico

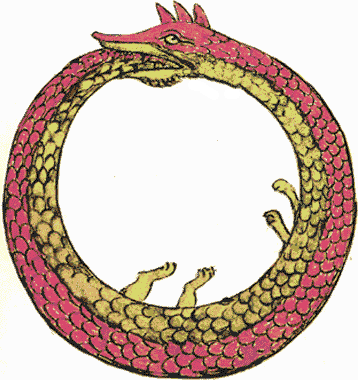
Una rappresentazione dell'Uroboro, il serpente che si morde la coda, simbolo esoterico del tempo ciclico

Il tempo ciclico o concezione circolare vede l'universo come un continuo prodursi e disfarsi, in sequenza eterna ed infinita.
Nella civiltà greca (come in quella romana), il tempo (aion) è vissuto come ordine misurabile del movimento, ossia come misura del perdurare delle cose mutevoli (chronos), che si dispiega nella ritmica successione delle fasi in cui si svolge il divenire della natura.
In questa cultura troviamo da un lato una visione antropomorfica propria della mitologia classica, e dall'altro una visione naturalistica più esoterica propria della religiosità orfico-misterica. Ne deriva un'elaborazione di teologia della storia su un duplice piano:
- l'uno riguardante la struttura della narrazione;
- l'altro concernente la ripetitività degli eventi.

Dalla visione antropomorfica della mitologia classica deriva la continuità degli eventi tra la storia degli dèi e quella degli uomini. Tale continuità viene garantita dalla figura dell'eroe prodotta dal connubio tra perfezione e immortalità divina e imperfezione e mortalità umana. La storia degli dèi rispecchia, anticipa e spiega la storia degli uomini, ma viene ricostruita a partire da quest'ultima.
Dalla visione naturalistica della religiosità orfico-misterica si evince l'idea del ciclo come perenne ritorno in senso cosmologico-naturalistico, dove si stabilisce un'alternanza tra vita e morte, progresso e decadenza, fortuna e disgrazia.

Il tempo, quindi, sempre si ripete e sempre è succube del fato, elemento essenziale di questa concezione temporale. Il tempo non può essere altro che la ruota in cui tutti gli esseri eternamente rinascono, muoiono e si ricompongono allo stato originale, come descrivono anche le mitologie orientali.
Il tempo ciclico infatti è un concetto cardine anche della cosmologia induista e di quella buddhista, con i concetti di saṃsāra, che solo il nirvana può spezzare, quello di kalachakra, e quello dei kalpa o eoni, periodi di miliardi di anni, composti complessivamente di quattro grandi yuga, equivalenti pressappoco alle quattro età evolutive (dell'oro, dell'argento, del bronzo/rame e del ferro) della mitologia greca. 
L'idea del tempo ciclico era presente anche nell'antica Persia. Fondata sulla ciclicità delle "ère cosmiche" era pure la concezione del tempo presso le civiltà precolombiane d'America, i Maya, gli Aztechi e le civiltà andine come gli Inca.

### Il tempo ciclico nella filosofia occidentale

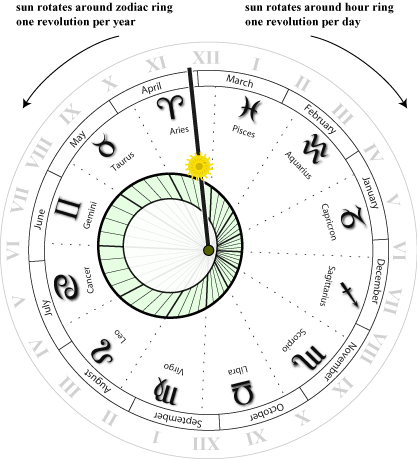
Gli orologi astronomici, con il quadrante dello zodiaco suddiviso in 12 settori, sono un modello di concezione ciclica del tempo.

Il tempo ciclico nella filosofia occidentale, con le sue involuzioni ed evoluzioni, venne anticamente descritto da Polibio, con riferimento ai regimi politici, sulla scia di Platone, che nel suo dialogo Timeo aveva già parlato di un «Grande anno» comprendente dodici ere astrologiche, dopo il quale tutta la volta celeste torna uguale: tornano uguali il giorno e la notte, gli anni solari e lunari e il movimento dei pianeti.
La durata di questo Grande anno, dovuto a un movimento effettivo della Terra noto in astronomia come precessione degli equinozi, è stata calcolata in oltre 25 millenni, e anticamente la sua suddivisione in 12 ere non aveva solo un valore di misurazione quantitativa, ma assumeva soprattutto un significato qualitativo occulto.
Anche lo stoicismo concepiva un eterno ritorno o apocatastasi dell'universo, il quale dopo un lungo periodo si distrugge a causa di una conflagrazione cosmica o ecpirosi (εκπύρωσις), per tornare a rinascere dal fuoco in una nuova palingenesi, ristabilendosi ogni volta nel suo stato originario.
Il concetto dei "corsi e ricorsi" (e quindi di tempo ciclico) venne poi espresso in età moderna da Giambattista Vico. Esempio di ciclicità vichiana della storia può essere l'alternanza di periodi parlamentari (democrazia greca, repubblica romana, comuni, regni costituzionali, democrazie moderne) e imperiali (i re di Roma, l'Impero romano, le Signorie, il fascismo). Altro esempio, in campo economico, è l'alternanza di periodi di espansione economica e periodi di crisi.
Una concezione qualitativa della storia ritorna nella nozione romantica di Zeitgeist, lo «spirito del tempo», riferito all'idea di un'epoca come un'entità vivente, che pervade e modella la cultura e la mentalità di un determinato periodo storico.

### Fisica classica

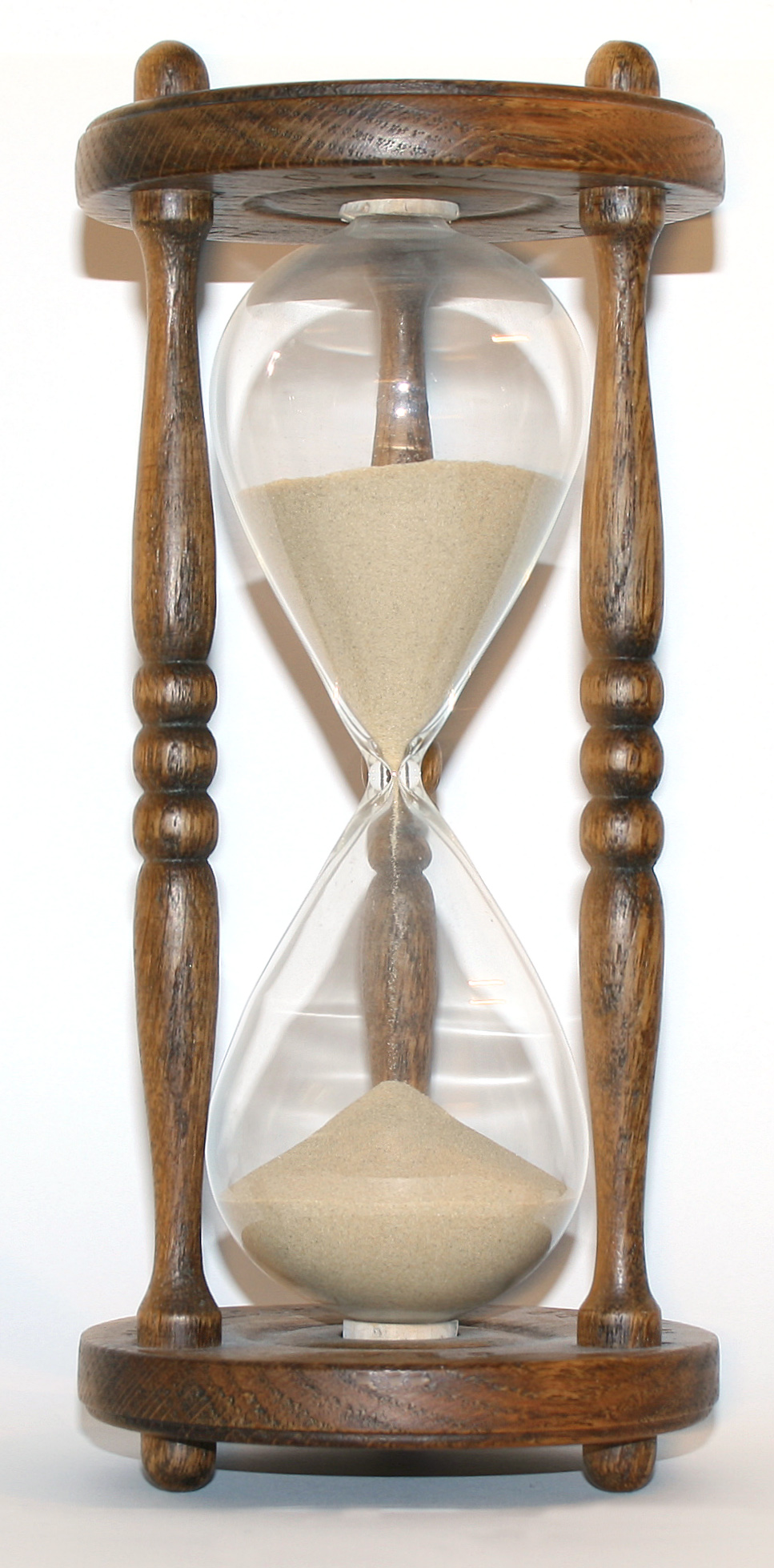
La clessidra, simbolo dello scorrere del tempo

Da un punto di vista prettamente scientifico, nella logica e nella fisica newtoniana classica, il tempo ciclico appare privo di fondamento, anche se è da considerare che non sia completamente impossibile a livello teorico, per la legge di Lavoisier che rende eterna la materia e la massa (sebbene non renda eterni i suoi stati di aggregazione); comunque si fanno delle obiezioni alla teoria, per cui sarebbe:
- logicamente ascientifico, ovvero si basa su un'induzione che procede dal particolare all'universale: "la maggior parte dei fenomeni naturali procede esclusivamente in maniera ciclica (es. le stagioni, la nascita e morte degli uomini etc.), la storia dell'umanità è un fenomeno naturale, dunque la storia dell'umanità progredisce esclusivamente in maniera ciclica", ed è praticamente lo stesso modo col quale ragiona il tacchino induttivista di Bertrand Russell;
- fisicamente ascientifico, in quanto la meccanica statistica di Ludwig Boltzmann dimostra l'irreversibilità dei processi termodinamici, sostenendo che l'entropia nell'universo aumenta progressivamente per quanto riguarda la materia inorganica, mentre nella vita l'entropia progredisce negativamente (negentropia), e da ciò ne consegue che la materia vivente e/o il suo dominio intellettuale (la tecnologia) è predisposta ad avere uno sviluppo progressivo (per quanto complesso e non privo di contraddizioni e reflussi).

### Fisica moderna
La fisica quantistica e quella della relatività di Einstein, invece, non escludono completamente una tale ipotesi, pur formulandola a volte come "concezione a spirale", anche se molti scienziati la contestano. Esempio è la concezione del multiverso o la teoria del Big Bounce prevede invece che tutto possa ripartire. Tuttavia, molti pensano che l'universo conosciuto non sia affatto infinito ed eterno, ma che il tempo, almeno dal punto di vista teorico, possa esserlo, essendo una costante fisica, e ripetendosi in istanti "congelati", come è osservabile nel tempo "fermo" dei buchi neri. Il passato e il futuro sarebbero quindi solo mere esperienze sensibili ma non assolute.
La teoria del multiverso, nella teoria delle bolle e in quella della teoria delle stringhe, ammette centinaia di migliaia di universi, teoricamente infiniti, con leggi fisiche forse diverse, in cui il tempo possa ripartire.
Alla teoria delle bolle si affianca anche quella della Teoria M, dell'inflazione caotica, e del falso vuoto, sempre nell'ambito degli universi paralleli ed infiniti, e la teoria collegata dell'universo che rimbalza o "pulsa" (grazie all'energia derivata dalla collisione delle brane e delle stringhe), tra Big Bang e Big Crunch, come nella cosmologia teorica e filosofica degli antichi stoici.

### Collegamenti filosofici
Tali concetti fisico-cosmologici e matematici sono paralleli a quelli che come già detto, in anticipo alla loro formulazione moderna, filosoficamente furono ripresi anche da Friedrich Nietzsche nell'esposizione della teoria dell'eterno ritorno, che prende avvio dall'antica concezione temporale, in particolare da quella di Eraclito, ripresa da molti pensatori successivi (sull'eternità della materia e del tempo si pronunciarono a favore i citati stoici e gli atomisti come Democrito ed Epicuro, oltre a molti illuministi e materialisti). 

### Critiche alla teoria del tempo ciclico
Secondo i critici di tale concezione, sostenitori della teoria dell'universo lineare e creato dal nulla (spesso aderenti di religioni monoteistiche, in particolar modo cristiani), ritenendo ogni evento cosmico reversibile per opera del "fato", la concezione ciclica del tempo negherebbe ogni utilità all'agire dell'uomo per produrre un cambiamento nel futuro, deresponsabilizzandolo nei confronti del mondo. L'uomo, essendo per definizione creatore, verrebbe spogliato di ogni sua dignità e ridotto alla stregua di un animale in balia degli eventi naturali, dei bisogni fisici e della gerarchia (chiamata in maniera poetica da Nietzsche Volontà di potenza).

## La concezione del tempo lineare

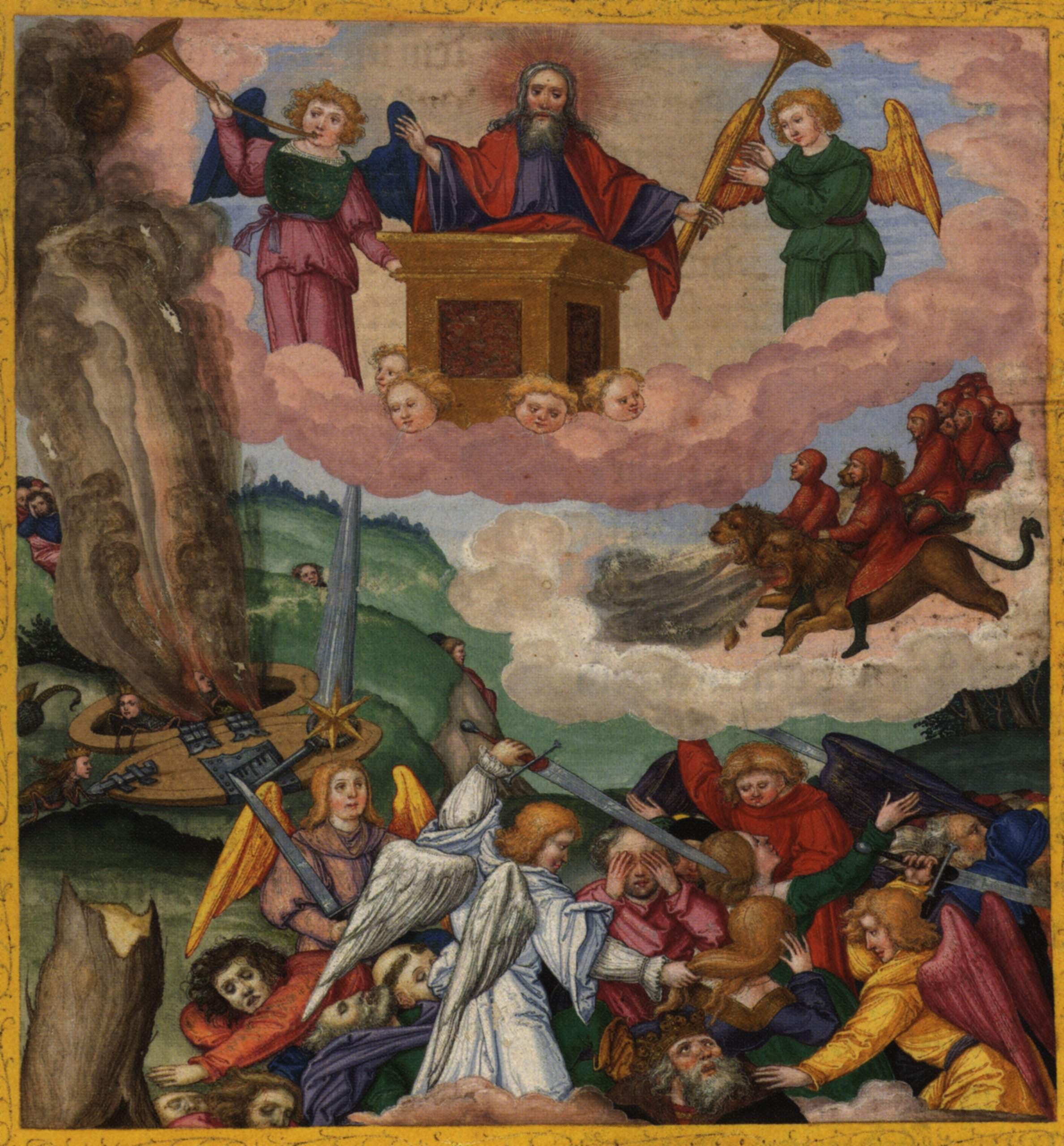
Illustrazione dell'Apocalisse cristiana, che vede lo scontro finale tra le armate celesti e quelle terrene al termine della storia.

Nel contesto biblico e coranico è introdotta la concezione di un tempo che procede a senso unico, in cui lo svolgimento storico dell'umanità è irreversibile, proiettato verso un destino ultimo, senza possibilità di ritorno.
Ne consegue una prospettiva escatologica, con una serie di istanze nelle quali le libere decisioni dell'uomo, con il loro apporto di bene e di male, appaiono decisive, perché destinate a rimanere tali per tutta l'eternità, seppure non manchino in taluni autori cristiani, come ad esempio Gregorio di Nissa, riferimenti ad un movimento ciclico della storia, inteso come ritorno dell'anima alla sua condizione di purezza prima della caduta nel peccato.
(Ernst G. Hoffmann, Platonismo e filosofia cristiana [1960], trad. it., pag. 158, Bologna, Il Mulino, 1967)
Nel complesso, tuttavia, possono essere due i significati prevalenti del tempo storico:
- il primo basato su una concezione puramente materialista e meccanicistica degli eventi umani che si svolgerebbero nel flusso teoricamente deterministico del divenire storico;
- il secondo evidenzia invece, nell'intero processo temporale, una visione provvidenziale del tempo, che rende possibile l'idea di progresso, in cui Dio agisce a favore dell'uomo, interessandosi a lui per elevarlo e liberarlo sempre più dalle catene del peccato in vista della salvezza finale.[26]

Questo secondo significato, che conduce a concepire il tempo come «storia», e non più come un sussegursi di avvenimenti sempre uguali in analogia al ciclo naturale delle stagioni, fu approfondito in particolare da Sant'Agostino nella sua opera La città di Dio, in cui venne esposta per la prima volta una filosofia della storia.
In essa, secondo Agostino, operano due forze contrapposte, irriducibili l'una all'altra, che determinano dialetticamente le vicende umane, prima del loro esito trascendente.
Accenni alla stessa idea lineare della storia come teatro di momenti opportuni, caratteristica di un'attesa messianica con un'apocalisse di Dio fuori dal tempo, sono presenti tra gli altri nel millenarismo di Gioacchino da Fiore, e più recentemente in Martin Heidegger, che all'argomento dedicò Il concetto di tempo.
Secondo Luigi Pareyson lo spiritualismo agostiniano conduce a concludere che memoria e attesa non dipendono da passato e futuro, bensì viceversa che passato e futuro sussistono solo nella memoria e nell'attesa.
Da questa concezione del tempo deriva l'idea di tempo 'sprecato', il che porta a considerare una vita, sia a livello individuale che sociale, vuota e senza valore se non è riempita da attività socialmente accettabili.

## La concezione del tempo a spirale

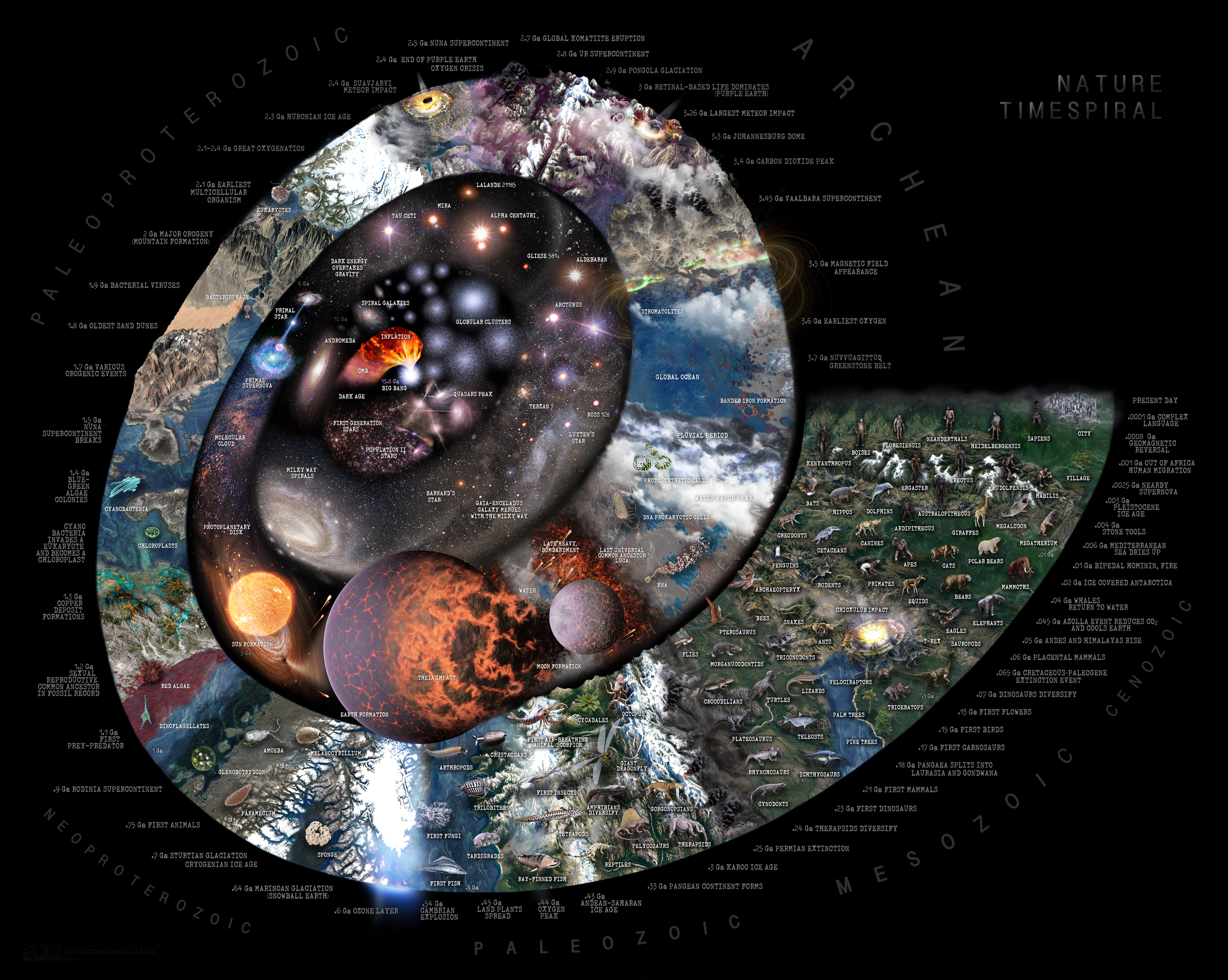
L'evoluzione del cosmo rappresentata in forma di spirale.

Alternativa alla concezione del tempo come ripetizione ciclica, ma anche a quella che vede il tempo come progresso lineare, vi è la concezione spiraliforme secondo cui il tempo segue determinate fasi ascendenti e discendenti, ma in un'ottica complessivamente ascendente.
Si tratta cioè di ripetizioni non completamente cicliche, o meglio semicicliche, che conducono comunque verso un progresso. 

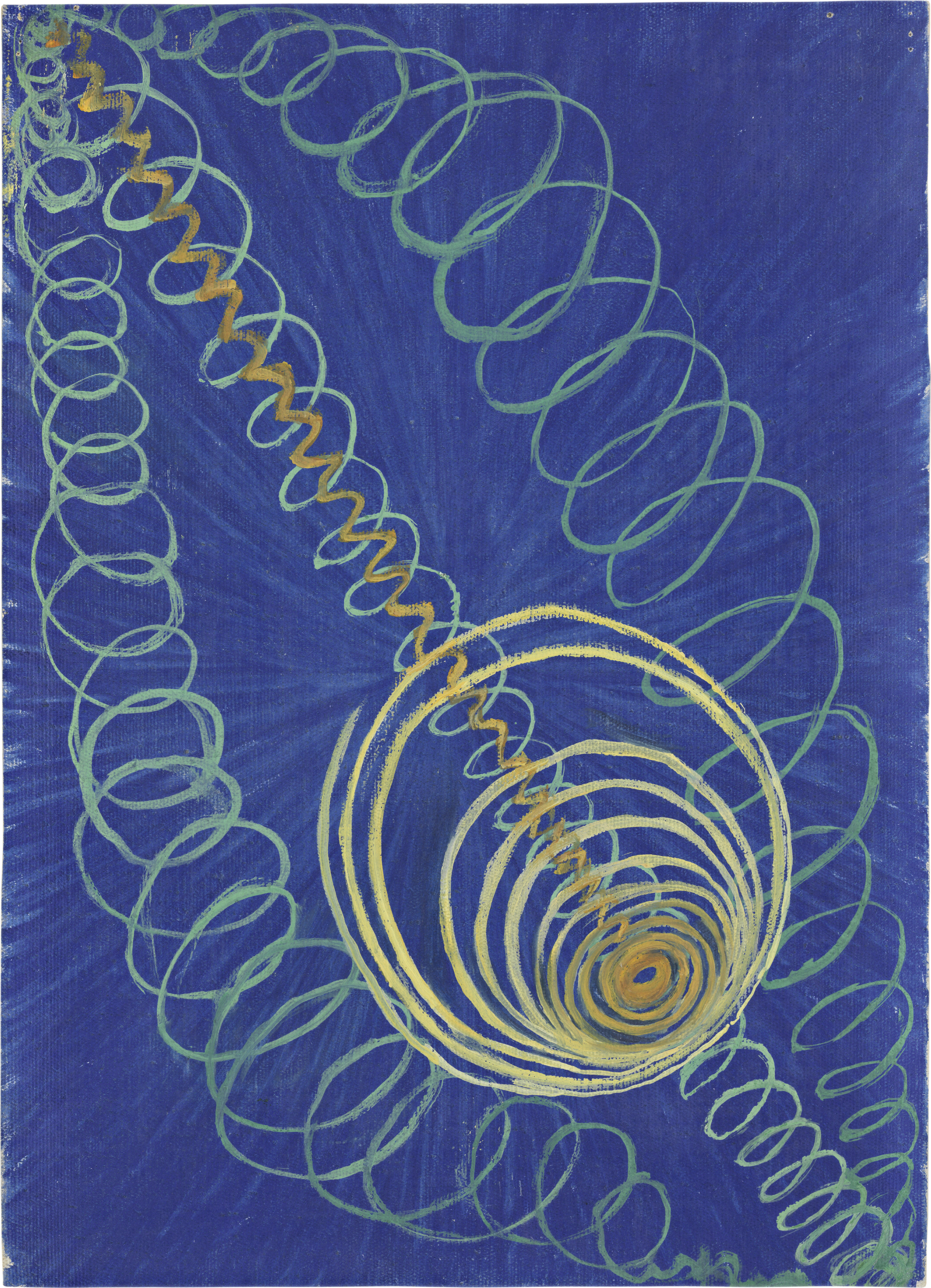
Primordial Chaos, n. 16: l'evoluzione del cosmo attraverso spirali (di Hilma af Klint, 1907)

Questa concezione a spirale costituisce pertanto una sintesi con cui vengono coniugati il tempo ciclico e il tempo lineare.
Nella filosofia occidentale è stata espressa nella dialettica tesi-antitesi-sintesi di Hegel (e dei seguaci dell'hegelismo), come anche di Marx (quindi del marxismo, sebbene nell'affermazione definitiva del comunismo consista il punto di approdo in cui termina la spirale della storia).
Ritorna inoltre nella dottrina teosofica di fine Ottocento, che vede l'evoluzione dell'umanità procedere per cicli spiraliformi: la decadenza che segue a un periodo di prosperità e di sviluppo è il sacrificio necessario affiché l'evoluzione possa proseguire a un livello più alto e consapevole.
Analogamente il cosmo conosce periodi di oscuramento e riposo (pralaya) a cui seguono cicli luminosi di attività (manvantara), simili ma più evoluti rispetto a quelli precedenti.

## La concezione del tempo in senso morale
In senso morale il tempo si può considerare come un costante miglioramento (le "meravigliose sorti e progressive" del pensiero socialista), come un costante peggioramento (fino al giudizio universale, vedi Cristianesimo e Islam), oppure come un'alternanza di periodi in miglioramento e periodi in peggioramento (vedi tempo ciclico, come nella teoria fisica del Big Bounce e nel buddhismo).